# Don Preston
Donald Ward Preston, conosciuto soprattutto come Don Preston ma anche come Dom DeWilde e Biff Debrie (Flint, 21 settembre 1932), è un pianista e tastierista statunitense.
Famoso per la sua collaborazione con Frank Zappa e i Mothers of Invention, tra i molti artisti con cui ha suonato vi sono i jazzisti Gil Evans, Nat Cole, Charlie Haden, John Carter e Carla Bley. È considerato uno dei pionieri della musica elettronica per essere stato tra i primi ad introdurre sintetizzatori e tastiere nel rock e nel jazz. Non va confuso con l'omonimo chitarrista che negli anni settanta suonò con Joe Cocker e Leon Russell.

## Biografia
Nato in una famiglia di musicisti, il padre Donn era un trombettista e compositore di successo, Preston iniziò a suonare il piano a 5 anni. Le prime esperienze jazzistiche di una certa importanza furono durante il servizio militare, svolto a Trieste dal 1951, quando conobbe e suonò con Herbie Mann e Buzz Gardner, suo futuro compagno nelle Mothers of Inventions. Fu in quel periodo che iniziò a suonare il basso. Al ritorno in patria si esibì al West End Cafe di Detroit con diversi jazzisti famosi, tra i quali Tommy Flanagan, Elvin Jones e Yusef Lateef. Nel 1958, entrò come pianista nell'orchestra di Hal McIntyre e fu ingaggiato per la tournée canadese di Nat King Cole.
Trasferitosi a Los Angeles, Preston ebbe modo di collaborare con il pianista Paul Bley, il bassista Charlie Haden ed il trombettista Shorty Rogers. All'inizio degli anni sessanta risale la sua passione per la musica elettronica, maturata con l'ascolto dei lavori di Luciano Berio e Karlheinz Stockhausen e suonata con l'utilizzo di moog e sintetizzatori. Divenne un pioniere dell'elettronica e fu il primo a suonare un sintetizzatore in una band. In questo periodo conobbe Frank Zappa, con il quale condivideva l'interesse per la musica sperimentale. Il debutto nel rock and roll avvenne nel 1965 con i Forerunners e nel 1966 Zappa lo volle per il secondo disco delle Mothers of Invention, Absolutely Free.
La collaborazione con il chitarrista sarebbe continuata fino al 1974 e il contributo di Preston con strumenti elettronici fu importante negli album di Zappa. In quel periodo fu anche direttore musicale nel laboratorio teatrale-musicale di Meredith Monk a New York. Sempre in quegli anni, Preston introdusse l'uso delle tastiere elettroniche anche negli album di Gil Evans e Carla Bley. Altre collaborazioni importanti negli anni settanta furono quelle con la fusion dei Brecker Brothers e Chick Corea, nonché negli album di Leo Sayer. Di rilievo il suo contributo nella colonna sonora del film Apocalypse Now di Francis Ford Coppola. Una grande novità fu la sua esperienza nel 1979 nel gruppo di jazz d'avanguardia del clarinettista John Carter, che si dichiarò entusiasta del contributo alle tastiere di Preston.
Un ritorno alle sue radici jazz è rappresentato dagli album Hear Me Out del 1997, registrato da solo al piano, e Transformation del 2001, sempre al piano in trio. Oltre agli album da solista, ha continuato a comporre colonne sonore per film, musica per lavori teatrali, musica classica contemporanea e a collaborare con altri musicisti. Fu tra i fondatori di The Grandmothers, una band che ha suonato la musica di Zappa costituita con altri vecchi compagni delle Mothers of Invention. Un altro tributo al grande chitarrista fu il gruppo Project/Object, formato insieme a Ike Willis e Napoleon Murphy Brock, esibitosi tra il 2001 e il 2002.
Fra gli altri musicisti con cui ha suonato vi sono Lou Rawls, Al Jarreau, Vaughn Monroe, Charles Lloyd, Nelson Riddle, Don Ellis, Captain Beefheart, Sandro Oliva, John Lennon e Yōko Ono. Nel 2010, Preston ha iniziato una nuova collaborazione con il vecchio amico Bunk Gardner ed il chitarrista norvegese Jon Larsen. Nel 2011 ha registrato un disco con il jazzista italiano naturalizzato statunitense Andrea Centazzo.

## Discografia
- 1993: Vile Foamy Ectoplasm
- 1997: Hear Me Out
- 2000: Necessity Is..., come The Don & Bunk Show
- 2001: Io Landscapes
- 2001: Corpus Transfixum
- 2001: Music from Blood Diner & other films
- 2001: Transformation, come Don Preston Trio
- 2002: Joined At The Hip, come The Don & Bunk Show
- 2003: Inner Realities Of Evolution, con Akashic Ensemble
- 2004: Aysymetrical Construct
- 2005: Tetragrammaton, con Akashic Ensemble
- 2009: 26 Pieces For Piano & Violin, con Harry Scorzo
- 2010: Colliding Galaxys
- 2011: Escape From 12/2012, con Andrea Centazzo

### Con Frank Zappa / Mothers Of Invention / The Mothers
- 1967: Absolutely Free
- 1968: We're Only in It for the Money
- 1968: Cruising with Ruben & the Jets
- 1969: Mothermania
- 1969: Uncle Meat
- 1970: Burnt Weeny Sandwich
- 1970: Weasels Ripped My Flesh
- 1971: Fillmore East - June 1971
- 1972: Just Another Band from L.A.
- 1972: Waka/Jawaka
- 1972: The Grand Wazoo
- 1974: Roxy & Elsewhere
- 1985: The Old Masters Box One
- 1986: The Old Masters Box Two
- 1988: You Can't Do That on Stage Anymore, Vol. 1
- 1989: You Can't Do That on Stage Anymore, Vol. 3
- 1991: You Can't Do That on Stage Anymore, Vol. 4
- 1992: You Can't Do That on Stage Anymore, Vol. 5
- 1992: You Can't Do That on Stage Anymore, Vol. 6
- 1992: Playground Psychotics
- 1993: Ahead of Their Time
- 1996: The Lost Episodes
- 2004: QuAUDIOPHILIAc
- 1991: Beat the Boots
- 1992: Beat the Boots II

### Con The Grandmothers
- 1981: The Grandmothers
- 1982: Looking Up Granny's Dress
- 1983: Fan Club Talk Lp
- 1994: Who Could Imagine
- 2001: Eating The Astoria
- 2001: 20 Year Anthology of the Grandmothers
- 2001: The Eternal Question
- 2003: A Grande Mothers Night At The Gewandhaus with Napoleon Murphy Brock and Roy Estrada

### Con altri musicisti
- 1969: Trout Mask Replica - Captain Beefheart & His Magic Band
- 1969: Permanent Damage - The GTOs
- 1971: The Visit - Bob Smith
- 1971: Escalator over the Hill - Carla Bley/Paul Haines
- 1972: Some Time in New York City - John Lennon
- 1972: The Phlorescent Leech & Eddie - Flo & Eddie
- 1972: Geronimo Black - Geronimo Black
- 1974: Satin Doll - Bobbi Humphrey
- 1979: Eskimo - The Residents
- 1982: Versions - Robby Krieger
- 1985: Robby Krieger - Robby Krieger
- 1979: Apocalypse Now - Soundtrack
- 1982: Music from the 21st Century - autori vari
- 1985: Alien - Michael Mantler
- 1987: Dance Of The Love Ghost - John Carter
- 1987: Live - Michael Mantler/Nick Mason
- 1989: Comin' On - Bobby Bradford/John Carter Quintet
- 1988: Shadows On A Wall - John Carter/Bobby Bradford
- 1989: Ivo - John Patitucci/Peter Erskine/Airto/Ivo Pearlman
- 1989: Where Flamingos Fly - Gil Evans
- 1989: Aurora - Peter Erskine/Buell Neidlinger
- 1990: Fields - John Carter
- 1992: Jefferson Airplane Loves You - Jefferson Airplane
- 1991: Ono Box - Yōko Ono
- 1993: 10 Most Wanted - Eugene Chadbourne
- 1993: Snorks And Wheezes - Ant-Bee
- 1993: The *#!%%? of Ant-Bee - Rarities vol.3 - Ant-Bee
- 1994: The Bizarre German E.P. - Ant-Bee
- 1994: With My Favorite "Vegetables" & Other Bizarre Muzik - Ant-Bee
- 1994: Locked In A Dutch Coffeeshop - Eugene Chadbourne/Jimmy Carl Black
- 1995: Who the fuck is Sandro Oliva - Sandro Oliva
- 1996: The School of Understanding - Michael Mantler
- 1997: Lunar Muzik - Ant-Bee
- 1999: God Shave The Queen - The Muffin Men
- 2003: On Time - Arthur Barrow
- 2004: Heavy Lightning - Sandro Oliva
- 2011: Beyond the Holographic Veil - J21
- 2011: Electronic Church Muzik - Ant-Bee
- 2013: I'm Not An Atheist (Yet) Single - Sixstep
- 2013: Hear No Evil - Sixstep